# Johann Heinrich Alsted
Johann Heinrich Alsted (Ballersbach, 1588 – Alba Iulia, 1638) è stato un teologo tedesco.
Insegnò filosofia a Herborn (1610) e teologia ad Alba Iulia (1629); convinto sostenitore di Giovanni Calvino, predicò la predestinazione e il millenarismo sostenendo filosoficamente il Ramismo.
Fu maestro e precettore del Comenius (1611-1613).
Alsted è considerato il maggior enciclopedista del Rinascimento. Nel 1608 pubblicò un Cursus philosophici che ebbe successo e fu ripubblicato nel 1620 con il titolo Cursus philosophici encyclopedia. L'opera verrà notevolmente ampliata e diventerà la Encyclopaedia septem tomis distincta nel 1630, e verrà anch'essa ripubblicata, in quattro volumi, nel 1649 con il titolo di Scientiarum omnium encyclopaediae.

## Opere
- Clavis artis lullianae 1609.
- Panacea philosophica 1610.
- Metaphysica, tribus libris tractata 1613.
- Methodus admirandorum mathematicorum completens novem libris matheseos universae 1613.
- Theologia naturalis 1615.
- Encyclopaedia Cursus Philosophici septem tomis distincta 1630.
- Adnotationes in pentateuchum (...) epistolas catolicas, Gyulafehérvár, 1630.
- Theologia Casuum, 1630
- Rudimenta linguae latinae, Gyulafehérvár, 1634.
- Prodromus religionis triumphantis. Triumphus verae religionis, 1635.
- Scientiarum omnium encyclopaediae, Lione, 1649.